# 私と私
『私と私』（わたしとわたし）は、1962年8月11日に東宝系で公開された日本映画である。90分。カラー。東宝スコープ。
キャッチコピーは「私は誰ァれ? 貴方は私? 歌と笑いの青春明朗篇!」。

## 概要
人気双子デュオ、ザ・ピーナッツの東宝初主演作品。生き別れになった双子が出会い、「ザ・ピーナッツ」として人気歌手になるまでを描くミュージカルドラマで、その内容はエーリッヒ・ケストナーの名作『ふたりのロッテ』を彷彿させている。
ハナ肇とクレージーキャッツや田辺靖雄、そして当時売り出し中の中尾ミエや伊東ゆかりといった、渡辺プロ所属の歌手が助演、特にクレージーは、前のプログラム『ニッポン無責任時代』（監督：古澤憲吾）に引き続いての出演で、劇中の植木等扮するマネージャーが電話の応対で「それが無責任な奴ですよ。」と言うお遊びもある。

## スタッフ
以下のスタッフ名は東宝に従った。
- 制作：杉原貞雄、山本紫朗
- 原作：中野実（「週刊平凡連載）
- 脚本：笠原良三
- 監督：杉江敏男
- 撮影：完倉泰一
- 音楽：中村八大
- 美術：阿久根巌
- 照明：猪原一郎
- 録音：伴利也
- スチル：高木暢二

## 出演者
- 赤城増美：伊藤エミ[1]（ザ・ピーナッツ）
- 赤城庄吉：有島一郎[1]
- 山本まゆみ：伊藤ユミ[1]（ザ・ピーナッツ）
- 山本よし江：淡路恵子[1]
- 衣笠昭彦：宝田明[1]
- 吉田三郎：田辺靖雄[1]
- 松井弘二：西条康彦[1]
- 荒木社長：ハナ肇[1]（ハナ肇とクレージーキャッツ）
- 上田マネージャー：植木等[1]（同上）
- 吉田平吉：沢村いき雄[1]
- 里子：北川町子[1]
- ゆき：田辺和佳子[1]
- 斎藤：石橋エータロー[1]（ハナ肇とクレージーキャッツ）
- 医者：伊藤久哉[1]
- 司会者：犬塚弘[1]（ハナ肇とクレージーキャッツ）
- 歌手：井上ひろし[1]、中尾ミエ[1]、伊東ゆかり[1]
- 指揮者：スマイリー小原

## 挿入歌
- 「私と私」[1]
- 「スーダラ節」
- 「ちゃっきり節」
- 「二人の高原」
- 「ふりむかないで」
- 「ミエとゆかりのツイストナンバー」
- 「幸福のシッポ」[1]

## 同時上映
『キングコング対ゴジラ』
脚本：関沢新一 / 特技監督：円谷英二 / 監督：本多猪四郎 / 主演：高島忠夫
東宝創立30周年記念映画。なお、本作は2週間で上映を終了したが『キンゴジ』は1週間延長され、その間は本作に代わって劇場用アニメ映画『おとぎの世界旅行』（おとぎプロダクション作品）が上映された。

## 参考資料
- キネマ旬報